# Staurorhectus
Staurorhectus is een geslacht van rechtvleugeligen uit de familie veldsprinkhanen (Acrididae). De wetenschappelijke naam van dit geslacht is voor het eerst geldig gepubliceerd in 1897 door Giglio-Tos.

## Soorten
Het geslacht Staurorhectus  is monotypisch en omvat slechts de volgende soort:
- Staurorhectus longicornis (Giglio-Tos, 1897)